# Paracles nadiae
Paracles nadiae är en fjärilsart som beskrevs av De Toulgoët 1978. Paracles nadiae ingår i släktet Paracles och familjen björnspinnare. Inga underarter finns listade i Catalogue of Life.